# Vessioli (Zàssovskaia)
Vessioli - Весёлый (rus) - és un khútor que pertany a l'stanitsa de Zàssovskaia (krai de Krasnodar, Rússia). Es troba a la vora dreta del Labà, tributari del riu Kuban. És a 23 km al sud-est de Labinsk i a 162 km al sud-est de Krasnodar.